# Église Saint-Nicolas de Mennevret
 (août 2025).
L'église Saint-Nicolas de Mennevret est une église située à Mennevret, en France.

## Description
L'église paroissiale Saint Nicolas de Mennevret est un bâtiment religieux de plan allongé, avec une élévation ordonnée sans travées et étagée sur trois niveaux. Les murs et piliers sont constitués de briques rouges, tandis que la toiture est recouverte d'ardoises.

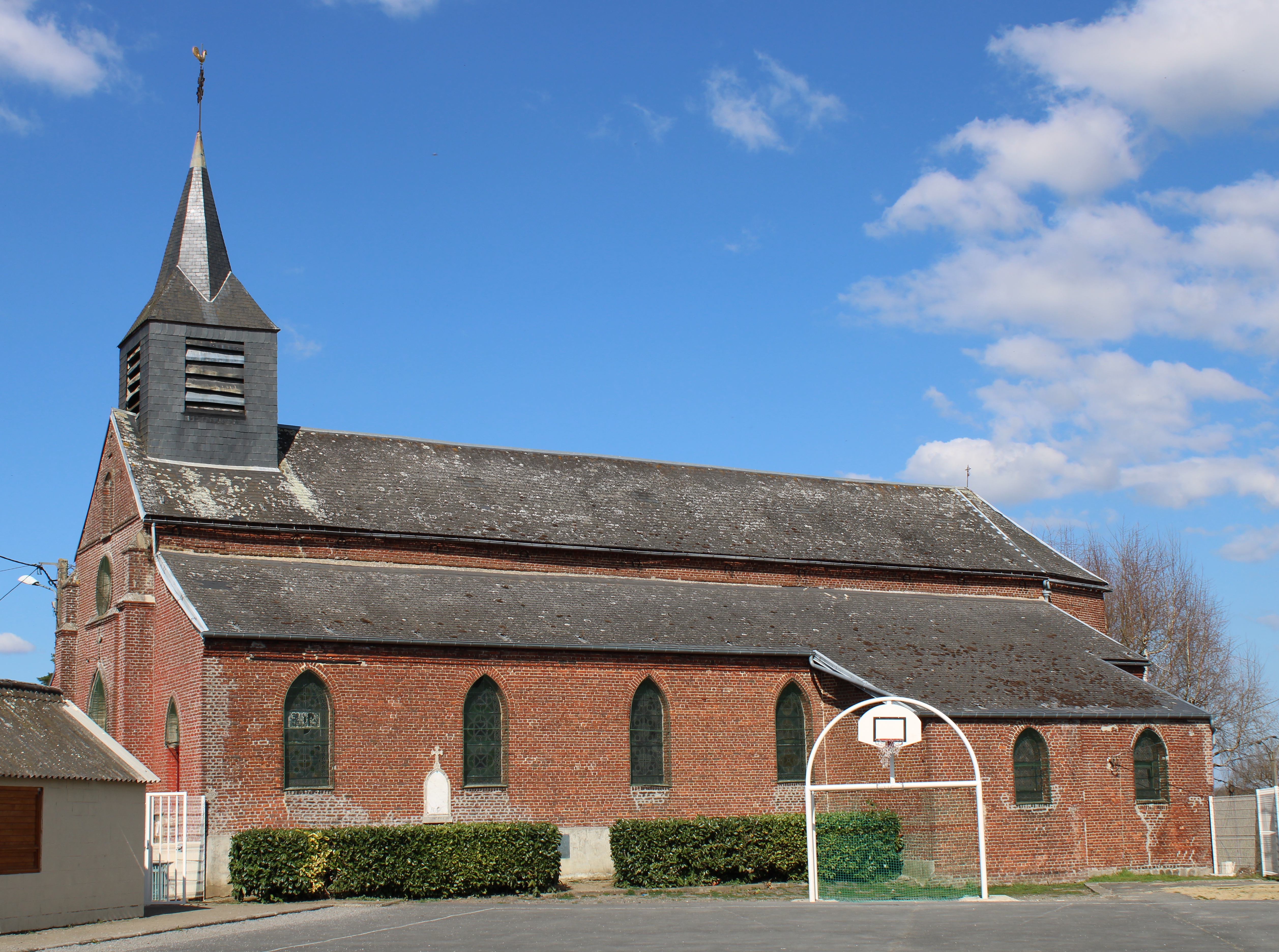
Vue latérale de l'église.

L'église est surmontée d'une flèche polygonale. 

## Localisation
L'église est située sur la commune de Mennevret, dans le département de l'Aisne.

## Historique
Les traces les plus anciennes de l'église remontent au XIIIe siècle. L'église fut rebâtie en 1860 sous la direction de l'architecte départemental Auguste Aimé Pudepièce. Le nouvel ouvrage conserva les supports de la nef de l'église précédente, notamment un pilier daté du XIIIe siècle et plusieurs piliers des XVIIe et XVIIIe siècles. L'église fut bénie le 21 août 1860.
Une nouvelle restauration eut lieu après la guerre de 14-18.

### Source à lier
- https://inventaire.hautsdefrance.fr/dossier/IM02000019